# Пасош Гвајане
Пасош Гвајане је јавна путна исправа која се држављанину Гвајане издаје за путовање и боравак у иностранству, као и за повратак у земљу.
За време боравка у иностранству, путна исправа служи њеном имаоцу за доказивање идентитета и као доказ о држављанству. Пасош Гвајане се издаје за неограничен број путовања.

## Језици
Пасош је исписан енглеским језиком као и личне информације носиоца.